# Paweł Machnikowski
Paweł Machnikowski (ur. 10 sierpnia 1971) – polski fizyk teoretyczny, profesor Politechniki Wrocławskiej.

## Życiorys
W okresie szkolnym stypendysta Krajowego Funduszu na rzecz Dzieci. Uzyskał tytuł magistra inżyniera podstawowych problemów techniki w zakresie fizyki na Politechnice Wrocławskiej, broniąc pracę Quasi exactly solvable problems in quantum mechanics. W 1999 doktoryzował się w zakresie fizyki teoretycznej na podstawie napisanej pod kierunkiem Andrzeja Radosza pracy Wybrane zagadnienia dynamiki i termodynamiki łańcuchów molekularnych: skończoność, dyskretność i kształt potencjału. Habilitował się w 2007, przedstawiając dzieło Fononowa dekoherencja stanów ładunkowych i spinowych w półprzewodnikowych kropkach kwantowych. W 2012 uzyskał tytuł naukowy profesora.
Zainteresowania naukowe Machnikowskiego obejmują: fizykę ciała stałego, kropki kwantowe, efekty fononowe, optykę kwantową kropek kwantowych, informatykę kwantową, realizacje w układach półprzewodnikowych, dekoherencję, ogniwa fotowoltaiczne na kropkach kwantowych.
Zawodowo związany z Katedrą Fizyki Teoretycznej Wydziału Podstawowych Problemów Techniki PWr. Prodziekan ds. dydaktyki i rozwoju kadry w kadencji 2016–2020 oraz dziekan Wydziału w kadencji 2020–2024 i 2024–2028.
Wypromował 10 doktorów, m.in.: Katarzynę Roszak i Annę Sitek.